# International Harvester

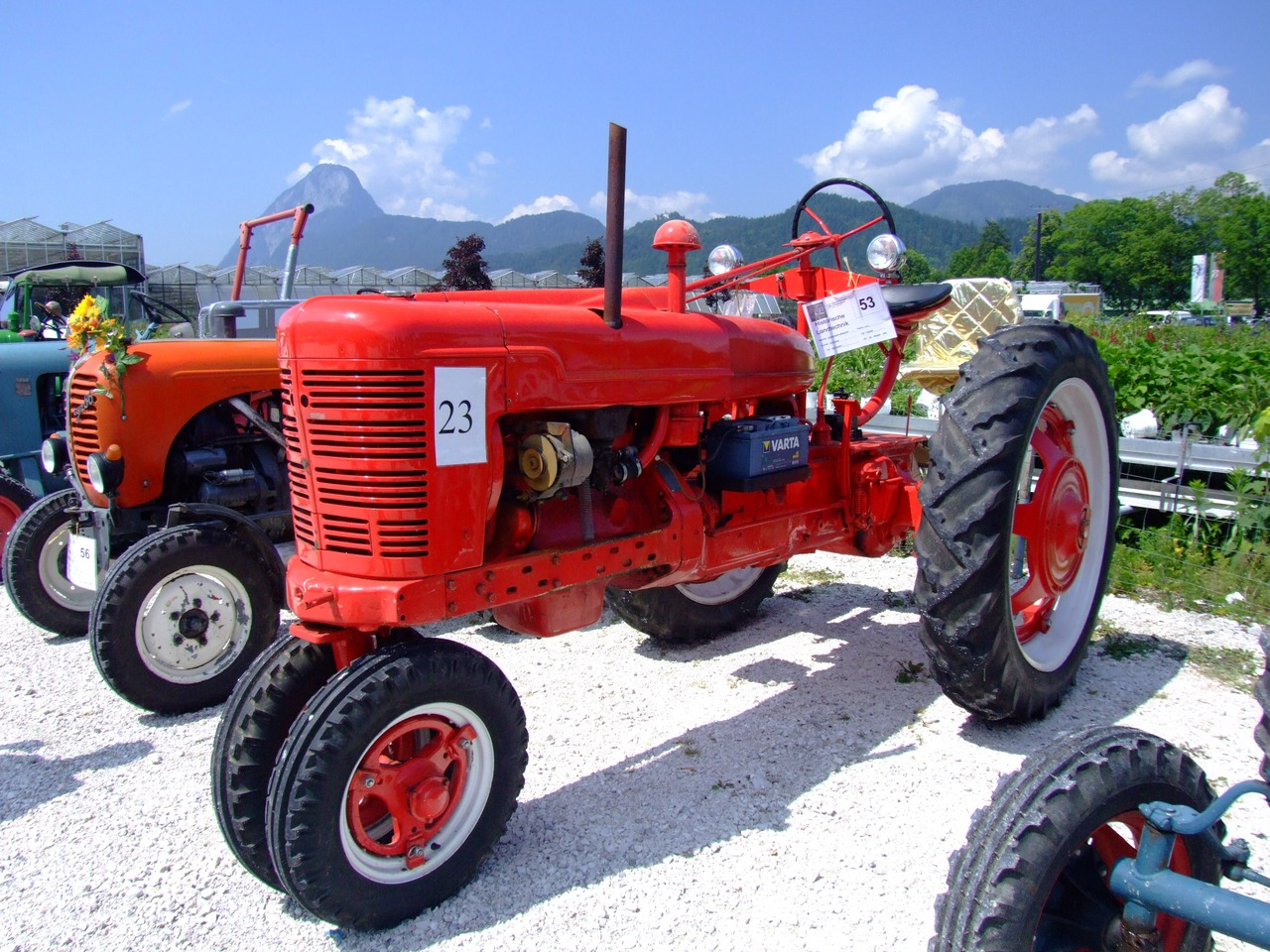
Трёхколёсные тракторы Farmall

Интернэшнл Харвестер (англ. International Harvester, IH) — американский производитель сельскохозяйственной техники и грузовых автомобилей, основанный в 1902 слиянием McCormick Harvesting Machine Company и Deering Harvester Company. До конца 1970-х ведущий производитель сельхозтехники, в 1979 году компания пережила разорительную забастовку, результатом которой стала фактическая ликвидация компании. В 1984 году акционеры IH продали производство сельхозмашин Tenneco, которая вскоре закрыла производство и ликвидировала марку IH. Собственники того, что осталось от IH — производства автобусов и грузовиков под маркой International — в 1986 году сменили название компании на Navistar International.

## История
В 1834 году изобретатель Сайрус МакКормик (1809—1884) запатентовал молотилку МакКормика. В 1847 году семья МакКормиков открыла своё производство сельскохозяйственных машин в Чикаго. Под руководством сына, изобретателя Сайруса-младшего, компания успешно развивала торговую сеть и поглощала конкурентов; после очередного слияния в 1902 году она сменила вывеску на International Harvester.
Среди первых моделей объединённой фирмы был бензиновый грузовик (тягач) Traction Truck, рассчитанный на сельского пользователя; производство лёгких пикапов, внедорожников и средних грузовиков под маркой International продолжалось вплоть до ликвидации компании.

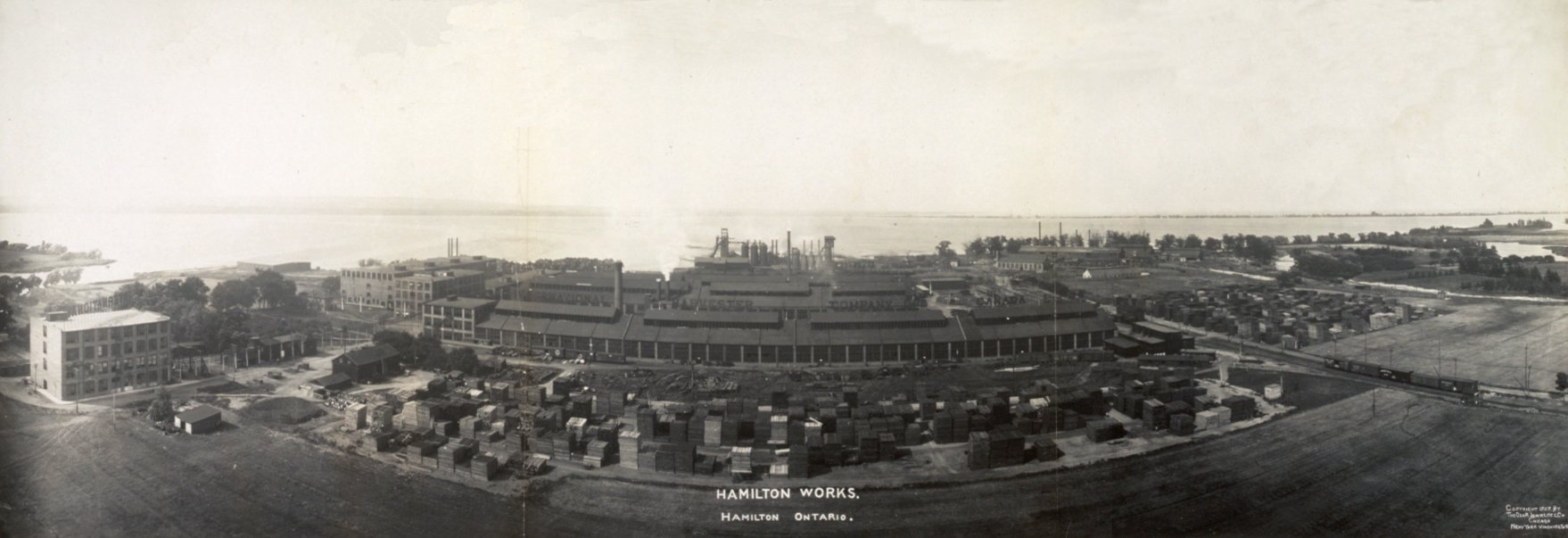
Заводы IH в Хамилтоне, Канада, фото 1907 года

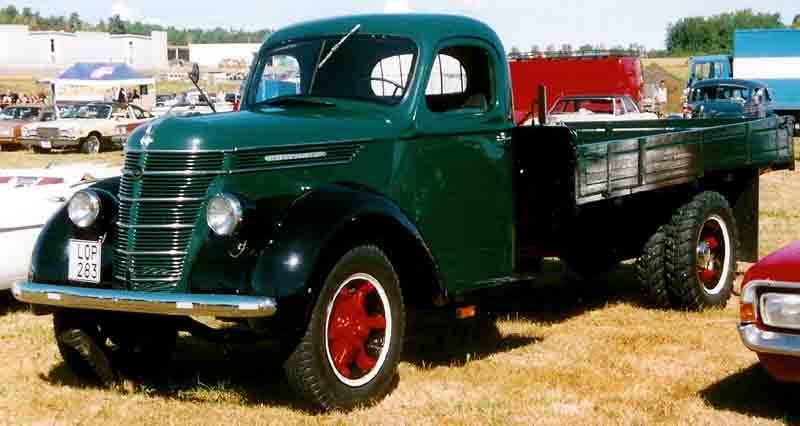
Грузовик D-35 1938 года

В декабре 1909 года был приобретён завод воздушных тормозов «Нью-Йорк» (New York Air Brake Cº) в Люберцах, владельцем которого был Томас Пурдэ. Компания им владела до 1924 г., после чего завод перешёл государству и был переименован в Государственный Люберецкий завод жатвенных машин имени А.В. Ухтомского.

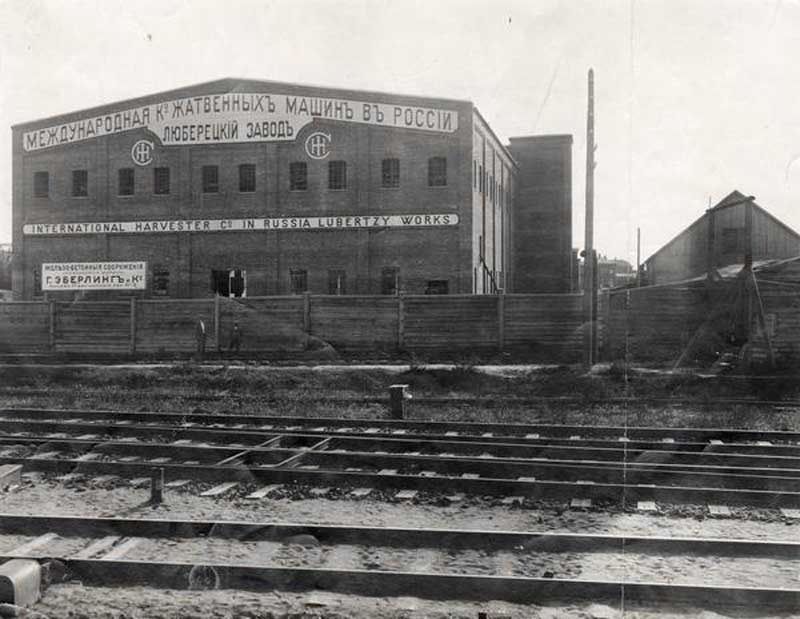
Фабрика International Harvester в Люберцах, фото 1910 года

В 1915 году IH вывел на рынок линейку первых тракторов Mogul и Titan, различавшихся мощностью двигателей. С появление сильного конкурента, Fordson, IH вывел на рынок третью линейку — малый трактор-трицикл Farmall. Трёхколёсные трактора заняли свою нишу на обработке кукурузы и хлопчатника.
На базе трактора McCormic Deering выпускался трактор СХТЗ 15/30.
В 1932 году был выпущен первый дизельный трактор со вспомогательным бензиновым пусковым двигателем.
Начиная с 1939 года, внешним дизайном тракторов заведовал Раймонд Лоуи, а модельный ряд был переименован на простые буквенные обозначения, «нарастающие» по алфавиту. Модели конца 1930-х были заменены на более современные только в конце 1950-х.
Во время второй мировой войны IH массово выпускал винтовку Гаранда.
В 1973 году IH выпустил 5-миллионный трактор. Конец 1970-х стал для компании прибыльным, но для этого пришлось набрать долгов. В 1979 году, после объявления о том, что президент компании получит премию в 1.8 млн долларов, рабочие IH устроили забастовку, продолжавшуюся полгода. Компания потеряла 600 млн долларов и уже не оправилась от потерь. В ноябре 1984 года её ядро, собственно International Harvester, был продан Tenneco, которая полностью прекратила выпуск тракторов к середине 1985 года.
Один из автобусов компании International Harvester 1939 года выпуска стал «визитной карточкой» и ключевым символом известной неформальной субкультурной коммуны «Веселые проказники». Он использовался для передвижения членов коммуны по США, имел собственное название «Далше» и был раскрашен особым красочным граффити.